# ساوت میامی (فلوریدا)
ساوت میامی (به انگلیسی: South Miami) شهری در شهرستان میامی-دید ایالت فلوریدا است که در سال ۱۹۲۶ بنیان‌گذاری شده‌است. این شهر طبق سرشماری سال ۲۰۱۰ میلادی، ۱۱٬۶۵۷ نفر جمعیت داشته و مساحت آن نیز ۶٫۰ کیلومتر مربع است.